# 46 Малого Льва
46 Малого Льва (46 LMi) — ярчайшая звезда созвездия Малого Льва. Иногда её обозначают o Малого Льва (латинская o, а не греческий омикрон). Это обозначение ей дал Иоганн Боде в своей работе 1801 года. По обычному порядку вещей она должна была бы получить букву α (Фрэнсис Бейли, впервые присваивавший буквы звёздам этого созвездия, обозначал буквой каждую звезду ярче 4,5m, но эту он по ошибке оставил без обозначения). В Малом Льве Бейли обозначил греческой буквой только β.
Звезда также имеет собственное имя Преципуа (лат. Praecipua), от латинского «Главная (звезда Малого Льва)». Сначала имя относилось к звезде 37 Малого Льва, однако затем стало ассоциироваться с этой звездой.
46 Малого Льва — оранжевый гигант спектрального класса K0III-IV и имеет видимую звёздную величину 3,83m. Расстояние до Земли составляет 98 световых лет. Звезда тяжелее Солнца в 2.4 раза, радиус в 6.4 раза больше радиуса Солнца.